# Аристовулос Коис
Аристо̀вулос Ко̀ис, известен като Валцас (на гръцки: Αριστόβουλος Κόης, Βάλτσας), е гръцки офицер и революционер, деец на Гръцката въоръжена пропаганда в Македония от началото на XX век.

## Биография
Роден е в 1869 година в Хрисовица, Агриниоско, Гърция. Като гръцки офицер Коис се присъединява към гръцката пропаганда в Македония. През 1907 година действа заедно с Василиос Папакостас, Димитриос Космопулос, Георгиос Галанопулос и Атанасиос Минопулос в района на Халкидическия полуостров под ръководството на гръцкото консулство в Солун и митрополит Ириней Касандрийски. Аристовулос Коис остава в района до 13 май 1908 година, когато с част от четата на Панайотис Пападзанетеас овладява района на залива на Каламици на Халкидики.
Участва в Балканската и Междусъюзническата война, Първата световна война и в Гръцко-турската война (1919 – 1922), а по-късно се пенсионира с чин полковник от пехотата.